# Epiphloea
Epiphloea är ett släkte av rödalger som beskrevs av Vittore Benedetto Antonio Trevisan de Saint-Léon. Enligt Catalogue of Life ingår Epiphloea i familjen Halymeniaceae, ordningen Halymeniales, klassen Florideophyceae, fylumet rödalger och riket växter, men enligt Dyntaxa är tillhörigheten istället familjen Heppiaceae, ordningen Lichinales, klassen Lichinomycetes, fylumet sporsäcksvampar och riket svampar.
Släktet innehåller bara arten Epiphloea bullosa.